# Municipio de Liberty (condado de Warren, Indiana)
El municipio de Liberty (en inglés: Liberty Township) es un municipio ubicado en el condado de Warren en el estado estadounidense de Indiana. En el año 2010 tenía una población de 896 habitantes y una densidad poblacional de 7,86 personas por km².

## Geografía

Un mapa del municipio de Liberty

El municipio de Liberty se encuentra ubicado en las coordenadas 40°20′46″N 87°19′24″O / 40.34611, -87.32333. Según la Oficina del Censo de los Estados Unidos, el municipio tiene una superficie total de 114 km², de la cual 113,96 km² corresponden a tierra firme y (0,04 %) 0,05 km² es agua.

## Demografía
Según el censo de 2010, había 896 personas residiendo en el municipio de Liberty. La densidad de población era de 7,86 hab./km². De los 896 habitantes, el municipio de Liberty estaba compuesto por el 98,33 % blancos, el 0,11 % eran afroamericanos, el 0,56 % eran amerindios, el 0,11 % eran asiáticos y el 0,89 % eran de una mezcla de razas. Del total de la población el 0,45 % eran hispanos o latinos de cualquier raza.